# Construction navale
Pour les articles homonymes, voir Construction (homonymie).

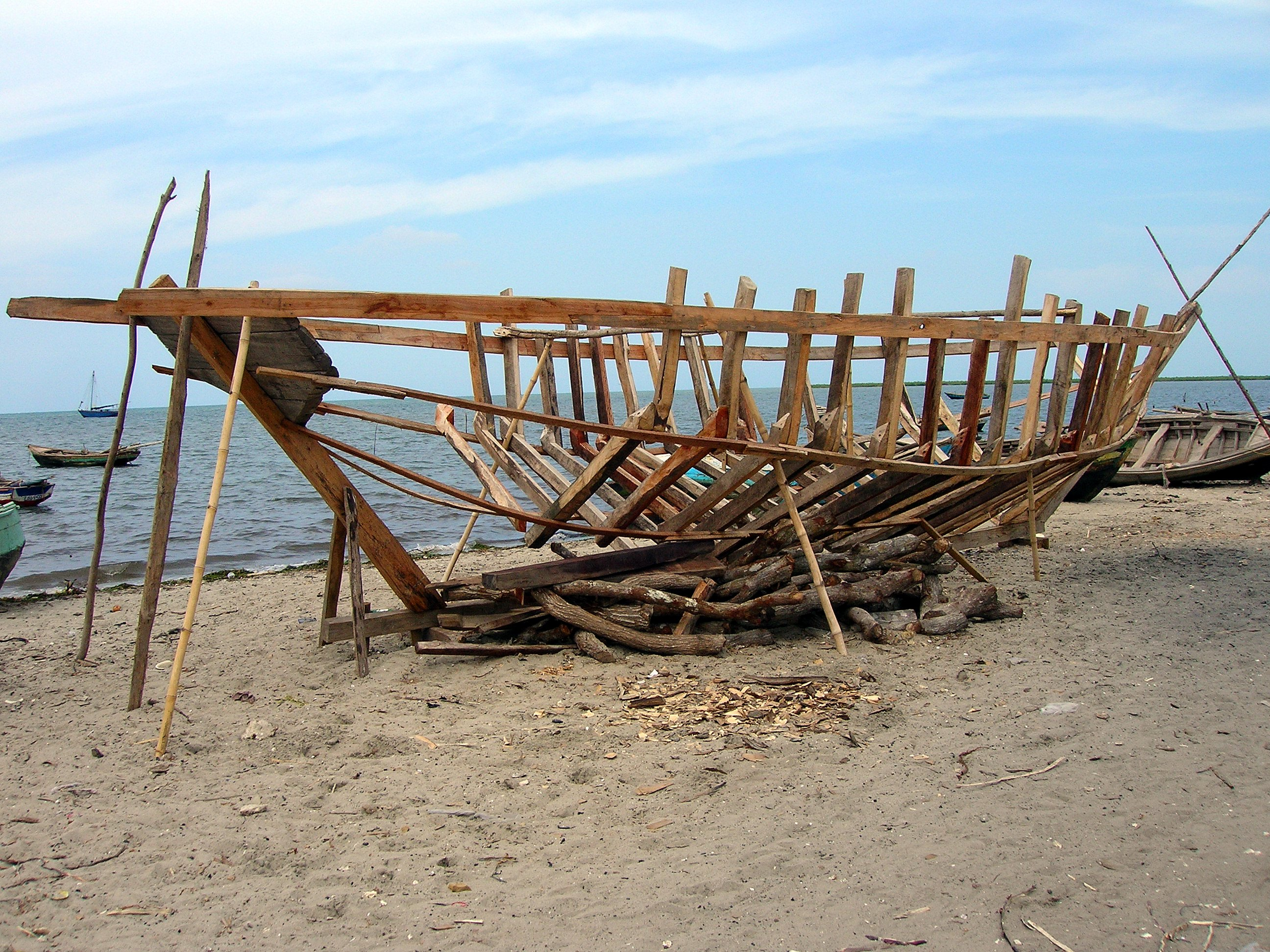
Voilier de pêche en bois en construction, Cap-Haïtien (Haïti).

La construction navale est le processus par lequel un bateau ou un navire est fabriqué et assemblé. On parle aussi de construction maritime ou de construction nautique (plutôt pour de petits bateaux).
La construction est un des processus de l'acquisition d'un navire, suivant la conception détaillée dans l'article architecture navale. Elle se réalise dans un chantier naval.

## Construction navale ancienne

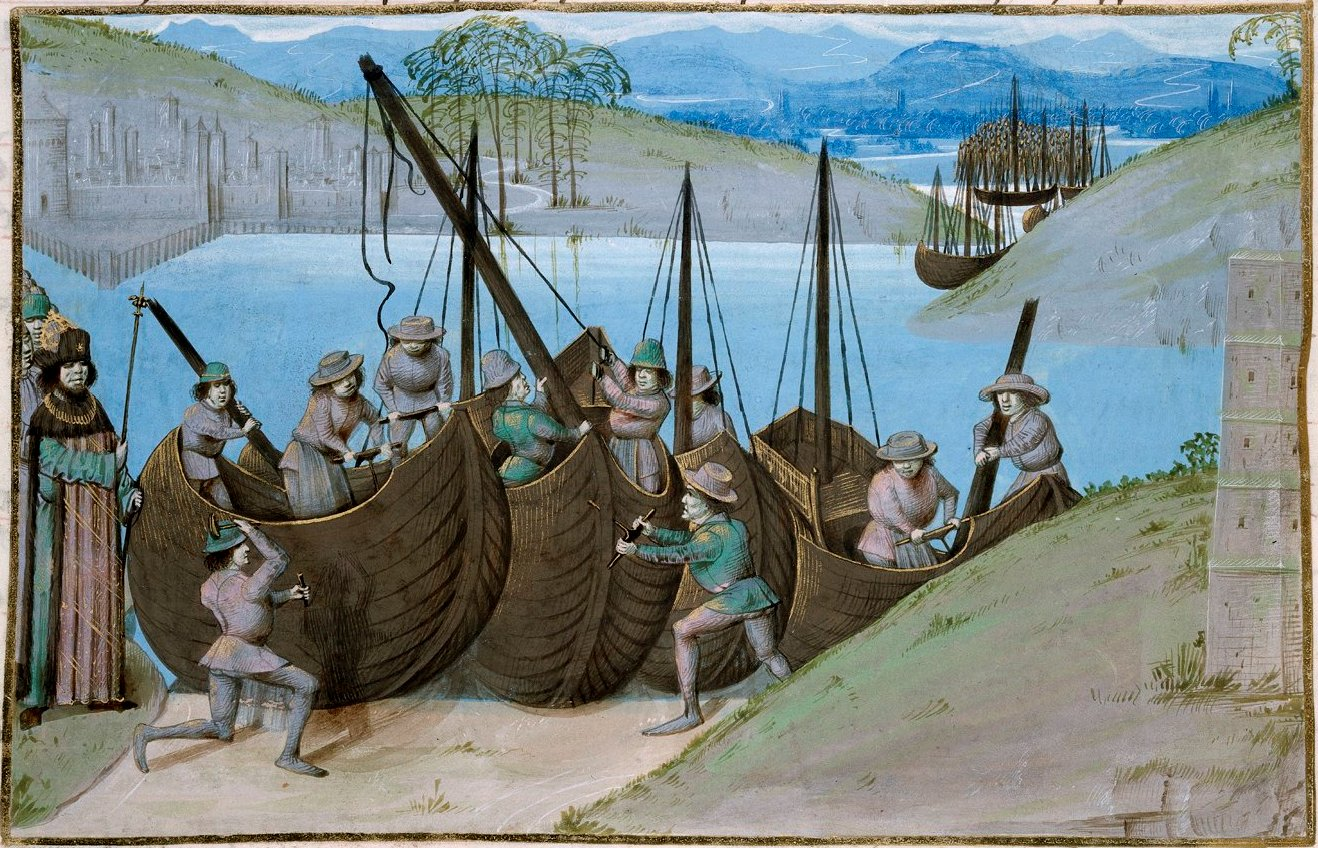
Un chantier naval médiéval (miniature de la fin du XVe siècle).

La construction navale ancienne nous a laissé très peu de documentation précise sur les techniques employées par le passé. Cependant, il existe certains traités de construction navale qui peuvent nous donner une première idée des techniques, des matériaux utilisés ainsi que des diverses réglementations mises en place dans les chantiers. C'est par exemple le cas d'Élémens de l'architecture navale ou Traité pratique de la construction des vaisseaux d'Henri Louis Duhamel Du Monceau de 1758, ou, plus récent, du Traité pratique de la Construction navale d'Antoine-Joseph de Fréminville de 1864.
Plusieurs moyens sont aujourd'hui utilisés pour redécouvrir et reconstituer ces techniques d'antan, mieux comprendre l'évolution de la marine et des navires:
- l'archéologie navale, qui consiste à fouiller selon les procédures archéologiques les sites pouvant receler des épaves (sites d'échouage ou de naufrage, vasières, ports comblés…
- l'étude des sites anciens - encore existants - témoins des réalisations passées comme celui de l'Arsenal de Venise qui explique pour une part l'émergence de la République Sérénissime et les succès comme celui de la Bataille de Lépante en 1571. Dès une première période d'expansion, entre 1303 et 1325 le quadruplement de la superficie de l'arsenal de Venise, protégé par une enceinte secrète de 25 hectares, lui permet de devenir le premier Parc industriel du monde, grâce au développement naval permis par le système d'enchères pour les convois de galères en Méditerranée ;
- la recherche documentaire dans les archives disponibles à travers le monde ;
- l'analyse des ouvrages anciens, pour en déduire certaines informations fournies à l'occasion d'un rapport, d'un compte rendu d'activité, d'une description de voyage ou d'un état ponctuel d'un navire.

Le modélisme d'arsenal s'appuie sur ces recherches pour reconstituer des maquettes totales ou partielles, à diverses échelles, représentant au plus près de ce qui était pratiqué les détails de conception des navires anciens.

## Construction navale moderne

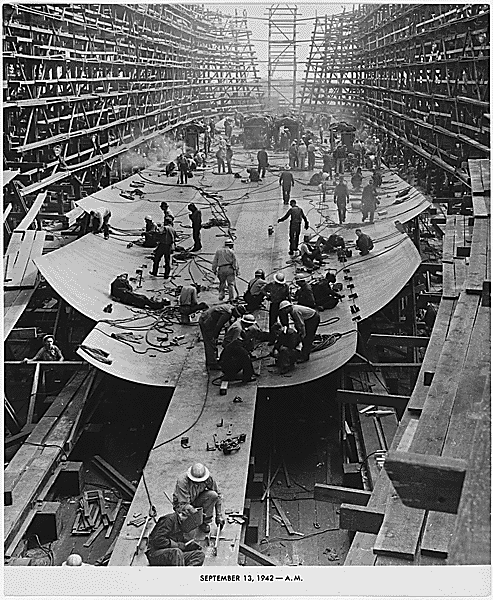
Construction d'un navire militaire en 1943 aux États-Unis.

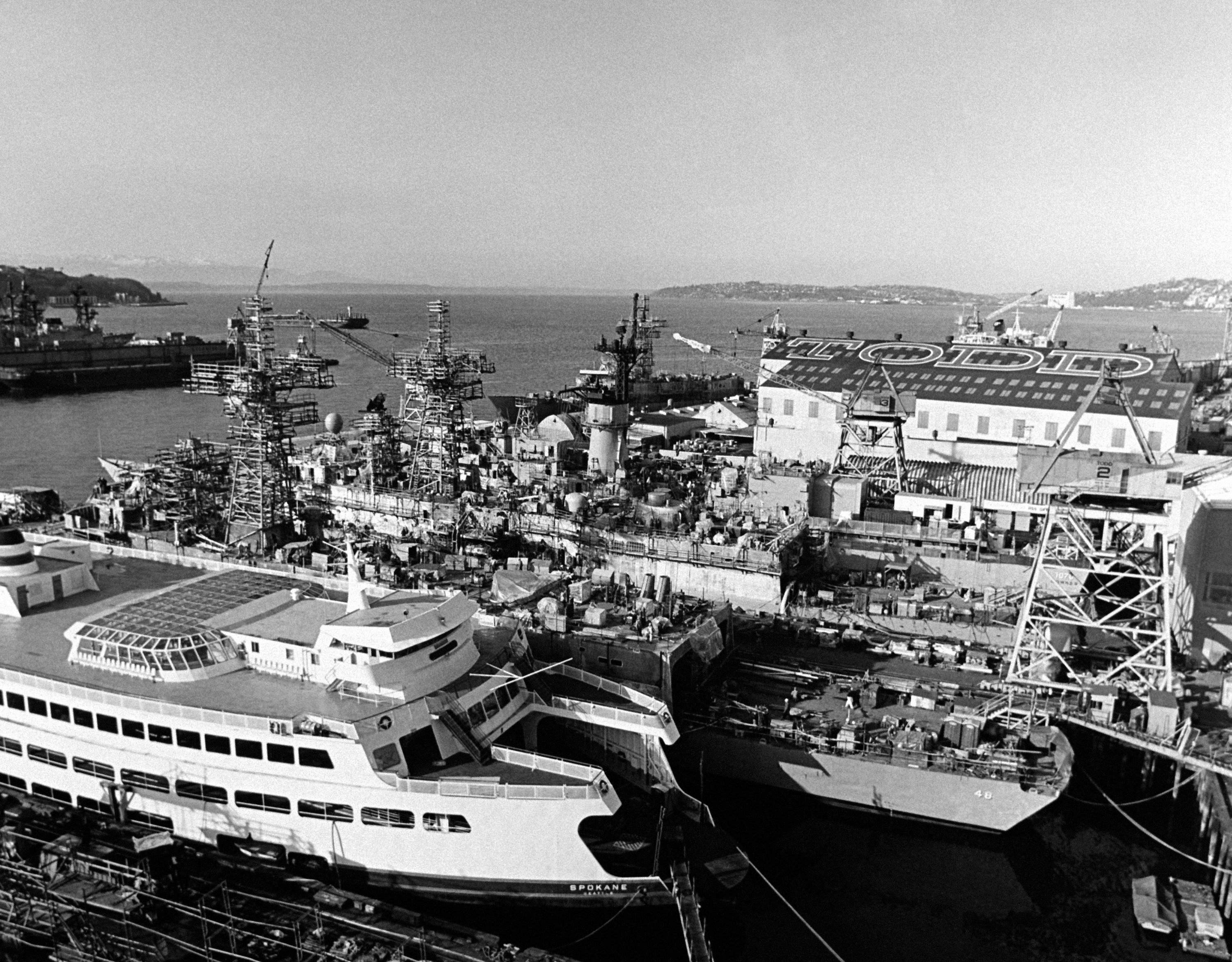
Chantier naval de Seattle en 1983

La construction navale a souvent été considérée comme représentative de la capacité industrielle d'un pays, d'autant que la capacité militaire navale a joué et joue encore un grand rôle dans la puissance d'un pays. Les capacités de fabrication des arsenaux expliquent pour une part les rapports de force qui ont pu s'établir notamment en Méditerranée (voir le rôle de l'Arsenal de Venise dans l'émergence de la puissante République Sérénissime et le succès dans les batailles décisives comme celle de Lépante en 1571).
Après avoir été la force des nations occidentales jusqu'au milieu du XXe siècle, la construction navale commerciale s'est déplacée au Japon en reconstruction au début des années 1960, puis a symbolisé l'émergence industrielle de la Corée du Sud dans les années 1980. Elle devient aujourd'hui le symbole de l'émergence de la Chine en tant que puissance industrielle.
Ce déplacement progressif des grands chantiers navals vers les pays émergents industriellement tient aussi au fait que cette industrie réclame une très nombreuse main-d’œuvre dont le coût, dans les nations les plus développées, devient non concurrentiel face aux nouveaux arrivants à bas salaires.

### Situation en 2006 et 2014

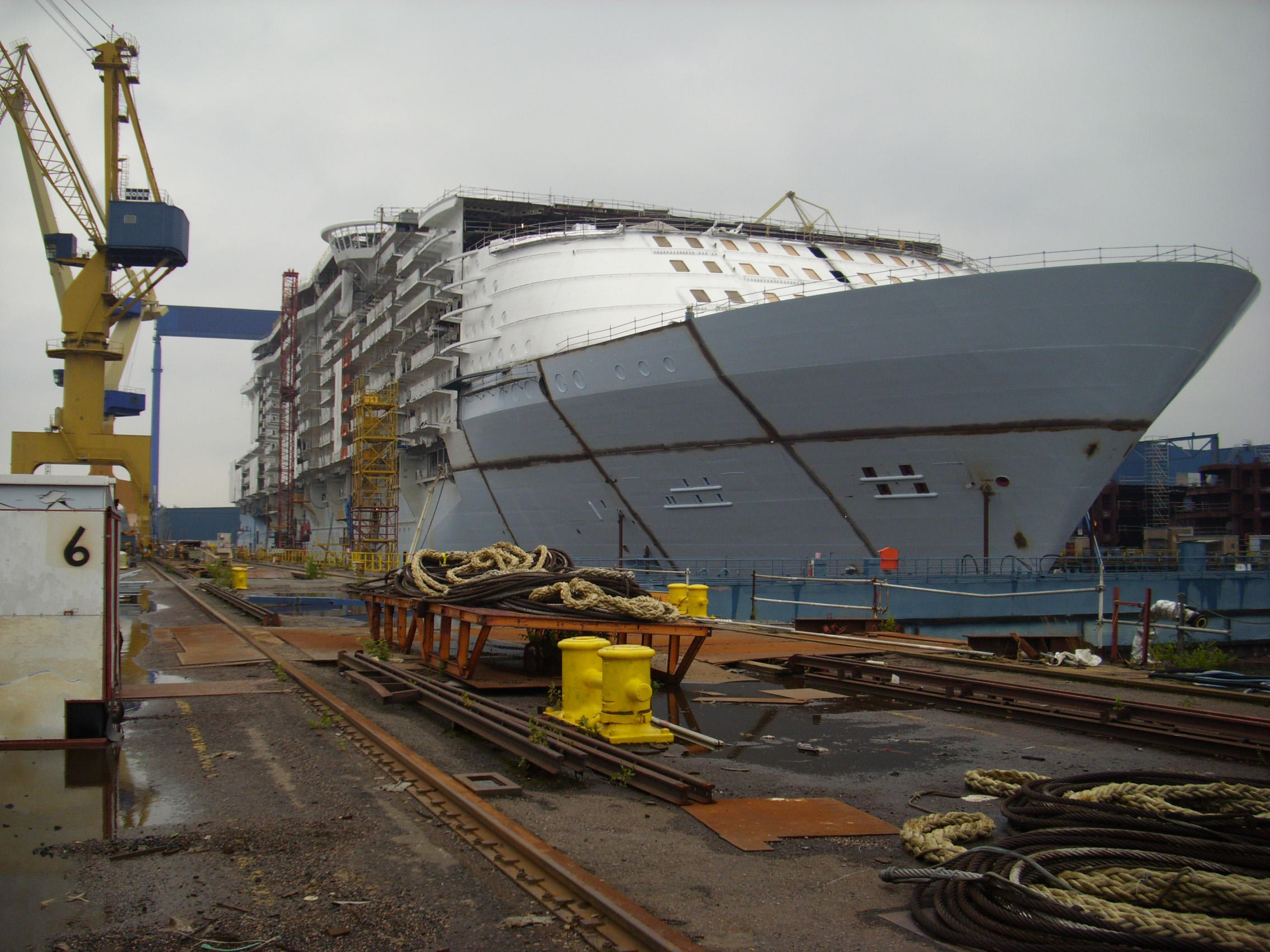
Oasis of the Seas, un des plus grands paquebots du monde, en construction dans le chantier naval de Turku par STX Europe, une filiale de STX Offshore & Shipbuilding de Corée du Sud.

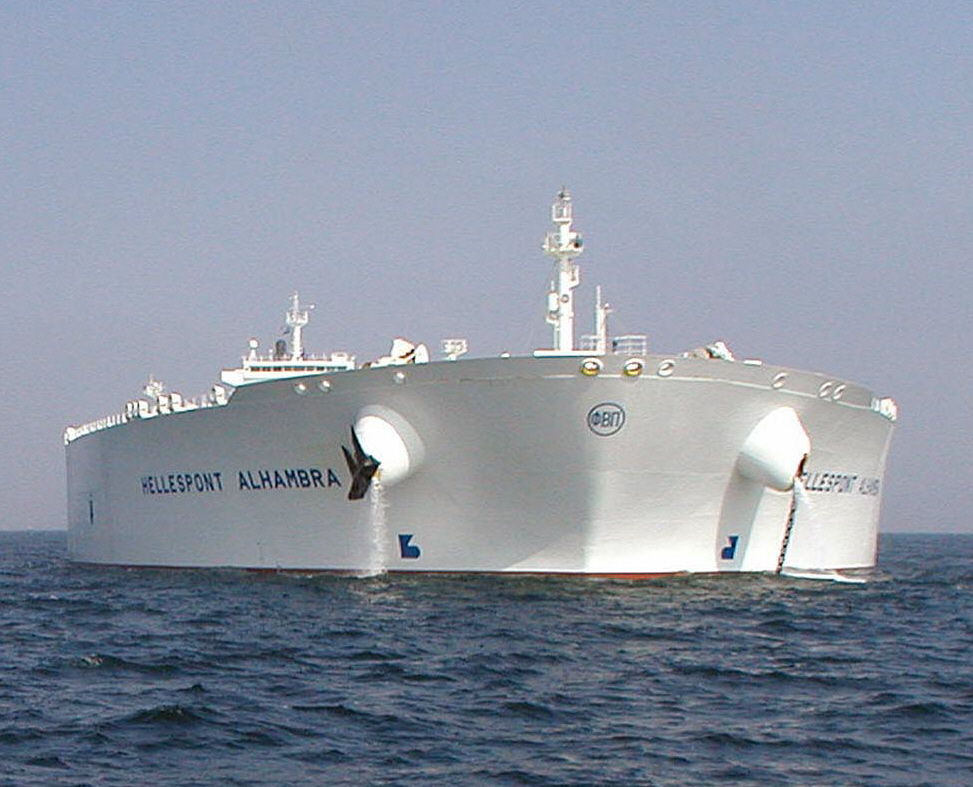
Un supertanker de classe TI construit par Daewoo Shipbuilding & Marine Engineering à Okpo (Corée du Sud).

Concernant la marine marchande, en 2006, la Corée du Sud était le premier constructeur mondial, suivie par le Japon. La Chine et l'Europe représentent chacun environ 15 % du marché.
Les principaux pays constructeurs en 2014 :
|             | Pays         | production M tonne jauge brut | % mondial |
| ----------- | ------------ | ----------------------------- | --------- |
| 1           | Chine        | 22.858                        | 35,9 %    |
| 2           | Corée du Sud | 21.872                        | 34,4 %    |
| 3           | Japon        | 13.392                        | 21 %      |
| 4           | Philippines  | 1.865                         | 2,9 %     |
| 5           | Taiwan       | 0.574                         | 0,9 %     |
| 6           | Allemagne    | 0.499                         | 0,8 %     |
| 7           | Viêt-Nam     | 0.336                         | 0,5 %     |
| 8           | Roumanie     | 0.329                         | 0,5 %     |
| 9           | Italie       | 0.304                         | 0,5 %     |
| 10          | Norvège      | 0.249                         | 0,4 %     |
| Total monde | Total monde  | 63.65                         | 100 %     |

Près de 57 % du tonnage livré en 2012 concernaient des navires de vrac sec, suivis par les pétroliers (18,4 %) et les porte-conteneurs (14,4 %).
Les chantiers navals se spécialisent également dans différents types de navires. La Chine et le Japon ont principalement construit des cargos de vrac sec, la Corée du Sud produit plutôt des navires porte-conteneurs et des pétroliers, l'Europe construit essentiellement des navires à passagers.
Outre les vraquiers, le Japon se concentre également sur d'autres navires spécialisés, y compris les méthaniers et les transporteurs de véhicules.
Les quatre plus grands groupes de construction navale individuels sont situés en Corée du Sud ; la construction navale en Chine est dispersée en un grand nombre d'entreprises.

### La construction navale européenne et la concurrence asiatique
Depuis la fin de la seconde guerre mondiale, la construction navale en Europe s’est vue concurrencée par le marché asiatique. Le Japon puis la Corée du Sud et ensuite la Chine notamment - grâce à de faibles coûts de main-d’œuvre et une très bonne organisation du travail - sont devenues en moins de trente ans les premiers constructeurs de navires, forçant les différents grands chantiers européens à se spécialiser pour ne pas réduire leur activité.
Ainsi, seuls les secteurs de la construction de navires de passagers ainsi que celle des navires spécialisés sont restés l’atout des chantiers italiens, français ou encore scandinaves, les asiatiques produisant environ quatre-vingts pour cent des navires réguliers tels que tankers ou porte-conteneurs.
Aujourd'hui, la construction navale européenne se trouve face à une nouvelle conjoncture, et les méthodes de travail et de gestions doivent évoluer pour permettre la survie de ce secteur. En effet, le Japon et la Corée du Sud d’une part, ayant réalisé depuis la fin des années 1980 d’importants progrès sur le point de la modernisation et de la productivité, et la Chine d’autre part, devenant de plus en plus présente dans ce secteur, il devient nécessaire pour les constructeurs européens de réorganiser leur travail pour rester compétitifs.
Pour cela, l’alliance entre grands groupes – tels que le norvégien Aker Yards et les Chantiers de l'Atlantique en France – ainsi que la pratique de la sous-traitance sont devenues une habitude en Europe de l'Ouest.

### La construction navale dans le nautisme
Le bois est encore très utilisé dans le domaine de la plaisance. Tout d'abord utilisé de manière traditionnelle, il a su s'adapter aux nouvelles colles synthétiques puis sous forme de composite ce qui en fait un matériau très moderne.
Le bois en lui-même est en quelque sorte un composite naturel. Toutefois plusieurs méthodes de mise en œuvre permettent d'obtenir une coque légère, relativement bon marché (face à la fibre de verre par exemple) tout en s'affranchissant des anciens défauts du bois comme le pourrissement ou la confrontation avec les xylophages marins.
On dénombre essentiellement quatre approches pour le bois moderne :
- le contreplaqué : requérant l'usage du bouchain vif, cette méthode permet une coque plus lourde mais moins sensible au poinçonnement,
- le bois moulé : mise en œuvre sur un mannequin au maillage serré, la coque est composée de plusieurs plis de faible épaisseur,
- le bois latté : nommée aussi strip planking, cette technique permet d'utiliser le maillage comme seconde peau intérieure et permet donc de construire une coque très légère au fini esthétiquement concurrentiel,
- le sandwich : un peu le mélange de toutes ces approches avec une âme en balsa bois de bout ou en mousse PVC avec des plis ou du contreplaqué.

Enfin, on ne peut passer sous silence la technique d'imprégnation en époxy. C'est une méthode brevetée par les frères Gougeon sous le nom de WEST System, consistant à saturer les plis de bois en résine époxy.

## Les entreprises
| Compagnie                               | Société mère   | Nationalité  | Date de création | Activités                                                       |
| BAE Systems Maritime (en)               | BAE Systems    | Royaume-Uni  | 2008             | Navire militaire                                                |
| China Shipbuilding Industry Corporation | CSIC           | Chine        | 1999             | Navire de commerce, navire militaire                            |
| Daewoo                                  | DSME           | Corée du Sud | 1978             | Porte-conteneurs, navire militaire                              |
| Navantia                                | SEPI           | Espagne      | 1909             | Navire militaire, porte conteneurs                              |
| Naval Group                             | Naval Group    | France       | 1946             | Navire militaire                                                |
| Fincantieri                             | Fintecna       | Italie       | 1959             | Navire militaire, paquebot, ferry                               |
| Hanjin Heavy Industries                 | Hanjin         | Corée du Sud | 1937             | Porte-conteneurs                                                |
| Hudong-Zhonghua Shipbuilding            | CSSC           | Chine        | 2001             | Méthanier, navire militaire                                     |
| Huntington Ingalls Industries           | Huntington     | États-Unis   | 2011             | Navire militaire                                                |
| Hyundai Heavy Industries                | Hyundai        | Corée du Sud | 1972             | Navire de forage, méthanier, porte-conteneurs                   |
| Hyundai Mipo Dockyard                   | Hyundai        | Corée du Sud | 1975             | Porte-conteneurs, ferry                                         |
| Mitsubishi Heavy Industries             | Mitsubishi     | Japon        | 1934             | Méthanier, pétrolier, navire de croisière                       |
| Samsung Heavy Industries                | Groupe Samsung | Corée du Sud | 1974             | constructing ships, offshore floaters, gantry cranes            |
| Sevmash                                 | Sevmash        | Russie       | 1939             | Navire militaire, plate-forme pétrolière                        |
| STX Offshore & Shipbuilding             | Groupe STX     | Corée du Sud | 1967             | porte-conteneurs, pétrolier, gazier, vraquier, navire de guerre |